# Гостынинский повет
Гостынинский повет (пол. Powiat gostyniński) — повет (район) в Польше, входит как административная единица в Мазовецкое воеводство. Центр повета — город Гостынин. Занимает площадь 615,56 км². Население — 46 517 человек (на 2013 год).

## Административное деление
- города: Гостынин
- городские гмины: Гостынин
- сельские гмины: Гмина Гостынин, Гмина Пацына, Гмина Санники, Гмина Щавин-Косцельны

## Демография
Население повета дано на 2013 год.
| Перепись            | Всего | Мужчины | Женщины |
| ------------------- | ----- | ------- | ------- |
| Всего               | 46517 | 22612   | 23905   |
| Городское население | 19092 | 9055    | 10037   |
| Сельское население  | 27425 | 13557   | 13868   |